# 金忠 (明朝尚書)
金忠（1353年—1415年），初名世忠，浙江行省寧波府鄞縣（今屬浙江省寧波市）韩岭村人，明朝政治、军事人物。
金忠年少读书，善于《易经》算卦。兄弟戍守通州去世，金忠補戍。因贫穷不能赴，面相者袁珙资助。之后在北平算卦，后道衍推荐给燕王朱棣。朱棣起兵后，金忠出入燕府，后授忠王府紀善，守通州，中央军屡次进攻无法攻破。之后拜右長史，贊戎務，担任谋臣。
朱棣称帝后，论功行赏，官其为工部右侍郎，辅佐世子守卫北京。之后召還，進兵部尚書。朱棣起兵时，其次朱高煦從戰有功，朱棣曾许诺给予太子之位。之后，淇國公邱福等人劝朱棣立其为太子。唯独金忠认为不可，并在朱棣面前陈述历朝各代嫡孽故事。朱棣无法定夺，只能密请内阁解縉、黃淮、尹昌隆等人参议，解縉赞同金忠意见，于是立世子为皇太子，而金忠為東宮輔導官，任兵部尚書兼詹事府詹事。永乐六年（1408年），兼輔皇太孫。
朱棣北征时，命金忠与蹇義、黃淮、楊士奇留守辅佐太子监国，当时朱高煦机谋奪嫡，在朱棣旁边譖語离间。永乐十二年北征，因太子迎接略迟，東宮官署悉数下狱。而因金忠勛舊，不予过问，但密令其審察太子事，金忠称没有机谋。朱棣大怒。金忠免冠頓首流涕，愿连坐以保全太子。于是，太子未被废除，而东宫官僚黃淮、楊溥等人得以保全。次年四月，去世。洪熙元年，追贈榮祿大夫少師，謚忠襄。

## 相关史迹
- 宁波市鄞州区东钱湖镇百步山金忠家族墓葬群